# ブラーツラウ連隊

連隊の紋章。奪い返しを象徴する十字架に三日月の盾。

ブラーツラウ連隊（ブラーツラウれんたい、ウクライナ語: Брацлавський полк）は、17世紀半ばから18世紀にかけて、右岸ウクライナに位置したコサックの連隊の一つ。コサック国家の軍事・行政単位。ブラーツラウ連隊区とも。連隊庁所在地はブラーツラウ町（1648年－1667年、1685年‐1712年）。連隊名はブラーツラウに由来する。22つの百人隊を含んだ。
1667年に、ロシア・ツァーリ国とポーランド・リトアニア共和国によるコサック国家の分割に伴って分割され、ヴィーンヌィツャ連隊と合併された。1685年に再編成されたが、1712年にプルト平和条約によりポーランド・リトアニア共和国の支配下に移され、同年にポーランド政府によって廃止された。